# Fandry Imbiri
Fandry Imbiri (sinh ngày 5 tháng 4 năm 1991) là một cầu thủ bóng đá người Indonesia currently play cho Persebaya Surabaya ở Liga 2.

## Danh hiệu

### Câu lạc bộ
Persebaya Surabaya
Vô địch
- Liga 2: 2017